# 弗洛雷亚尔
弗洛雷亚尔是巴西圣保罗州的一个市镇。总面积203.661平方公里，总人口2931人，人口密度14.4人/平方公里。